# United Nations Institute for Training and Research

United Nations Institute for Training and Research (UNITAR)  är en internationell organisation inom FN, grundad 1963. 
Den är dedikerad till att assistera mindre utvecklade länder och mikrostater i utvecklingen av deras forskning, särskilt om dessa befinner sig i en konfliktsituation. 